# Homogyna endopyra
Homogyna endopyra is een vlinder uit de familie wespvlinders (Sesiidae), onderfamilie Sesiinae.
Homogyna endopyra is voor het eerst wetenschappelijk beschreven door Hampson in 1910. De soort komt voor in het Afrotropisch gebied.